# Operário Ferroviário Esporte Clube
Maillots
Actualités
Dernière mise à jour : 30 novembre 2024.
L'Operário Ferroviário Esporte Clube, plus couramment abrégé en Operário Ferroviário, est un club brésilien de football fondé le 1er mai 1912 et basé dans la ville de Ponta Grossa, dans l'état du Paraná.
L'équipe évolue depuis 2019 en Brasileiro Série B, le deuxième échelon national.

## Histoire
L'Operário Ferroviário Esporte Clube est fondé le 1er mai 1912, ce qui fait de lui la deuxième plus vieux club du Paraná. Le club a remporté la division sud du championnat du Paraná en 1969. L'Operário a disputé la Brasileiro Série A en 1979, et la Brasileiro Série B en 1980, 1989, 1990, 1991, 2019 et 2020.

## Stade
L'Operário Ferroviário Esporte Clube dispute ses matchs à domicile à l'Estádio Germano Krüger, qui a une capacité maximale de 10 632 places.

## Palmarès
| \| - Championnat du Brésil D3 (1) : - Champion - 2018. - Championnat du Brésil D4 (1) : - Champion - 2017. - Taça FPF (en) (1) : - Vainqueur - 2016. \| \| - Championnat du Paraná (2) : - Champion - 2015 et 2025. - Championnat du Paraná D2 (2) : - Champion - 1969 et 2018. \| |  | |
| - Championnat du Brésil D3 (1) : - Champion - 2018. - Championnat du Brésil D4 (1) : - Champion - 2017. - Taça FPF (en) (1) : - Vainqueur - 2016. |  | - Championnat du Paraná (2) : - Champion - 2015 et 2025. - Championnat du Paraná D2 (2) : - Champion - 1969 et 2018. |

## Personnalités du club

### Présidents
| - Raul Lara (1913) - João Fernandes de Castro (1914) - João Hoffmann Júnior (1916) - João Fernandes de Castro (1917 - 1920) - Ricardo Wagner (1933 - 1936) - Germano Krüger (1937 - 1941) - Zeno Baroncini (1942) - Zeno Baroncini / Antonio Alves Ramalho (1944) - João Miguel Maia (1946 - 1948) - Ernani Guimarães Viana (1950) - João Miguel Maia (1953 - 1954) - Dino Fecci Colli (1957 - 1958) - Alceu Marques Guimarães (1959) - Henry Saldanha Singer (1960) | - Henry Saldanha Singer / Doro Pery Baroncini (1962) - Odilon Antunes Mendes (1964) - Henry Saldanha Singer (1965 - 1966) - Omari Villaca Mongruel (1967) - Orlando de George / Duílio Pedrosa (1968) - Wilson Rocha Moreira / Alexandre Walter / Doro Pery Baroncini (1969) - Zeno Baroncini (1971) - Odilon Antunes Mendes (1972) - Bernardo Brito Costa (1976) - Antônio Luiz Mikulis (1978 - 1982) - Omari Villaca Mongruel (1983) - Djalma de Almeida César (1984) | - Dino Fecci Colli (1985) - Messias Aparecido de Oliveira / Altamir Rodrigues (1986) - Altamir Rodrigues (1987 - 1988) - Antônio Luiz Mikulis (1989 - 1991) - Carlos Antônio Pelissari (1991 - 1992) - Carlos Roberto Yurk (1993 - 1998) - Sílvio Roger Gubert (1999) - Sílvio Roger Gubert / Paulo Sérgio Rodrigues (2001 - 2002) - Sílvio Cosmoski Junior (2003 - 2006) - Carlos Roberto Yurk (2007 - 2012) - Laurival Pontarollo (2013 - 2016) - Marcos Alberto Cosmoski (2017 - 2018) - David Haroldo Nascimento (2019 -) |

### Entraîneurs
| - José Calazans (1981) - Ladel (1986) - Ladel (1987) - José Calazans (1988) - Julinho Barcelos (1989 - 1990) - Julinho Barcelos / Picolé (1991) - Bira (1991) - Picolé (1992) - Bira (1993) - Julinho Barcelos (1994 - 1996) - Itamar Antônio Bellasalma (1997) | - Julinho Barcelos / Varlei de Carvalho / Paulo Comelli (1998) - Agenor Piccinin (1999) - Julinho Barcelos (2000) - Ricardo Pinto (2005) - José Ricardo Vieira / Valmir Martins / Carlos Nunes / Paulo Roberto da Silva (2007) - Casca (2008) - Claudemir Sturion (2009) - Norberto Lemos (2009 - 2010) | - Pedro Caçapa (2010) - Amilton Oliveira (2011) - Carlos Henrique Paiva (2011 - 2012) - Lio Evaristo (2012 - 2013) - Paulo Turra (2013) - Gilberto Pereira (2014) - Itamar Schülle (2014 - 2015) - Picoli (2015 - 2016) - Claudemir Sturion (2016) - Gerson Gusmão (2016 - 2020) - Matheus Costa (2020 -) |